# Bregmaceros lanceolatus
Bregmaceros lanceolatus är en fiskart som beskrevs av Shen, 1960. Bregmaceros lanceolatus ingår i släktet Bregmaceros och familjen Bregmacerotidae. Inga underarter finns listade.